# Geografía de Birmania
Myanmar está ubicado entre la meseta del Tíbet y la península malaya. Se encuentra rodeado en el este, norte y oeste por montañas que limitan un valle central, surcado por los ríos Irrawady, Sittang y Salween. Allí se concentran los campos agrícolas –productores de arroz– y la mayor parte de la población. 

## Relieve

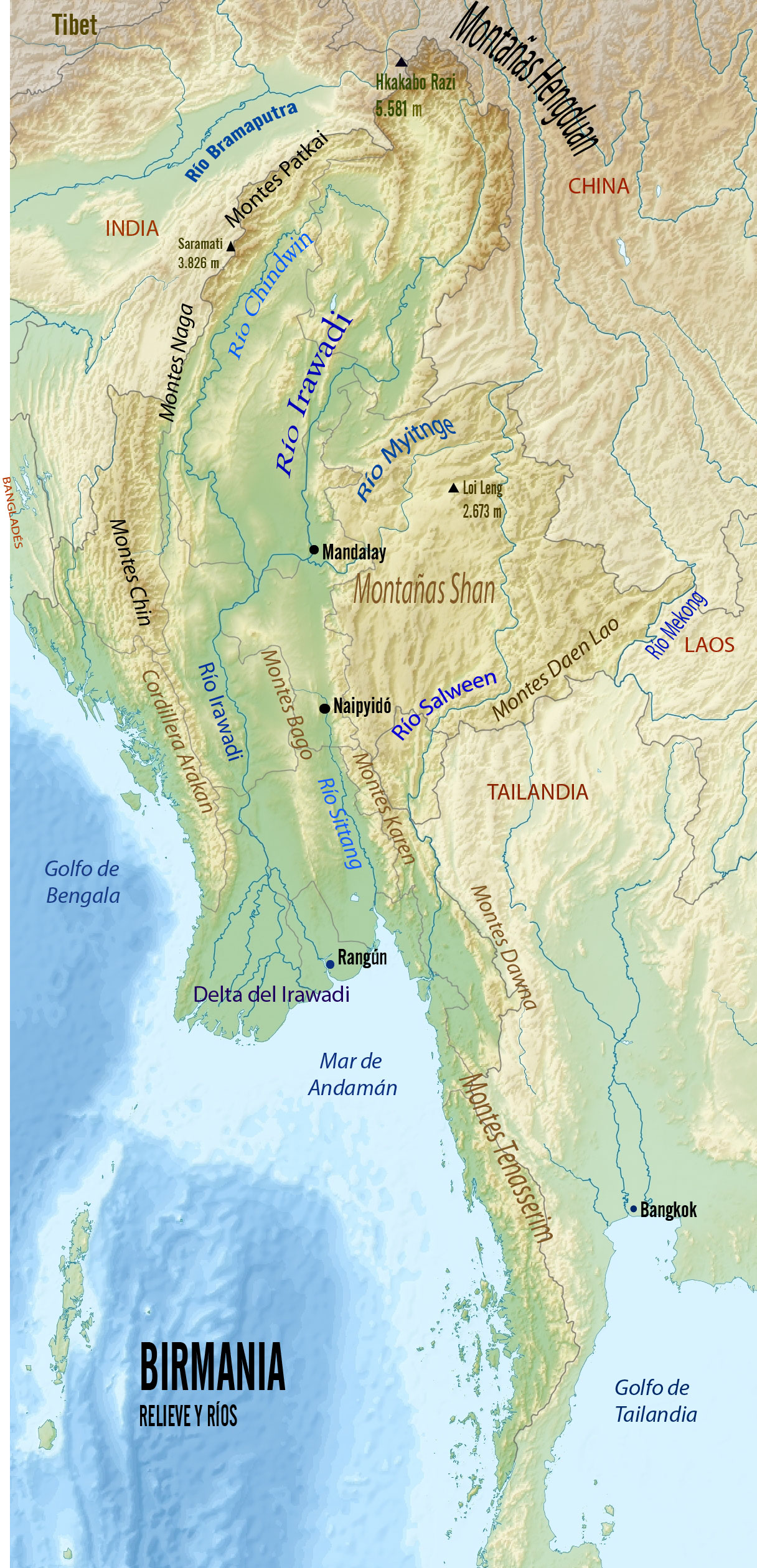
Mapa topográfico de Myanmar (Birmania).

Al igual que la mayoría de los países del Sudeste de Asia, Birmania tiene una geomorfología y una red hidrográfica orientada de norte a sur, que han condicionado la ocupación humana.
La mayoría del relieves se orienta de norte a sur, aislando el país de la India al oeste y de Tailandia el este. El norte, montañoso, anuncia al Himalaya. Se encuentra allí el
Hkakabo Razi, que culmina a 5581 metros, por lo que es el punto más alto del país, y también de todo el Sureste de Asia. Al este, las montañas Shan forman una continuidad con las de Tailandia y Laos (también poblada por los thaïs).
La única llanuras se encuentran en el centro y el sur del país, a lo largo de los ríos y estuarios: el Irawadi, la cuna del pueblo birmano propiamente, y a lo largo de las costas, al sudeste, territorio histórico de los Mons.
El país desciende de norte a sur de tal manera que suele ser dividido en Alta Birmania (Upper Burma) y Baja Birmania (Lower Burma). La llanura central, por la que discurren los ríos Chindwin e Irawadi, está atravesada por pequeñas sierras onduladas, Zeebyu Taungdan, Min-wun Taungdan, Hman-kin Taungdan y Gangaw Taungdan. Cuando ambos ríos se unen y la llanura central está dominada por el Irawadi en una zona absolutamente llana, otra sierra, Pegu Yoma, Bago Yoma o montes Bago, separa la gran cuenca de este río por el este de la más pequeña del río Sittang, que desemboca en el mar de Andamán.
Las montañas del norte de Birmania están formadas por la vertiente meridional de las montañas Hengduan, que se encuentran principalmente en China y forman el reborde sudoriental de la meseta tibetana. Al oeste de Birmania se encuentra, de norte a sur, la cordillera Arakan, de unos 960 km de longitud, que culmina en el monte Nat Ma Taung o monte Victoria, de 3.053 m, y separa el país de la India. Esta a su vez está formada, en su parte norte, por los montes Patkai, las montañas Naga que culminan en el monte Saramati, a 3.826 m, ya en la India, y los montes Chin. En el extremo sur, la cordillera Arakan continúa y se sumerge en el golfo de Bengala, para emerger otra vez en las islas Nicobar, que pertenecen a la India. En esta región predomina una ecorregión denominada bosques de montaña de los montes Chin-Arakan Yoma.
Al este de Birmania se encuentran las montañas Shan, que también se conocen como meseta de Shan (Shan Plateau) o colinas de Shan (Shan Hills), un sistema montañoso de 560 km de largo por 330 km de ancho que se eleva abruptamente 600 m por encima de la llanura aluvial, y que en su mitad oriental está formado por numerosas sierras que se elevan de 1.800 a 2.600 m. La altitud media de las Shan Hills es de 1000 m  y culminan en el Loi Leng, de 2.673 m. Son la fuente del tercer gran río de Birmania, el río Salween, que también desemboca en el mar de Andamán, en el golfo de Martaban. Las montañas Shan se prolongan más allá del Salween en las montañas Daen Lao, y después, en la sierra de Dawna, que culmina en el Mela Taung, a 2.080 m y separa el país de Tailandia y Laos. Esta sierra enlaza por el sur con los montes Tenasserim, que se prolongan hacia el sur por la península de Malaca, sirviendo de separación con Tailandia, y que culminan en el monte Tahan, de 2.187 m, ya en Malasia. Estos sistemas están formados por estrechos valles y anbruptas serranías paralelas.
El monte Hkakabo, punto más alto del país, en el norte, con sus casi seis mil metros forma un complejo entramado geológico donde se encuentran el límite nordoriental de la placa indoaustraliana y el borde meridional de la placa euroasiática, que han estado chocando los últimos 50 millones de años para formar el sistema montañoso de Birmania.
Tres quintas partes de Birmania, más de 400.000 km², están drenadas por el río Irawadi y sus afluentes. El Irawadi es navegable a lo largo de 1600 km. En el ápice del delta (entre 35.000 y 50.000 km², una parte de las cuales fue destruida por el ciclón Nargis en 2008) se abre en una vasta red de canales que terminan en múltiples bocas en el mar de Andamán. El río Chindwin drena la parte occidental; el río Pathein drena la parte inferior de la cordillera Arakan y el río Yangón drena los montes Bago. 
En las tierras altas lo suelos son rojos oscuros y marrones, ricos en hierro y muy fértiles; cuando están cubiertos de bosque absorben bien el agua de las lluvias monzónicas, pero cuando se desforesta, se erosionan rápidamente. En las tierras bajas, los suelos son limosos y arcillosos, pobres en materia orgánica, muy lavados por las lluvias, y necesitan abonarse. En las tierras centrales, los suelos son marrones, ricos en calcio y magnesio, pero cuando el contenido en arcilla es bajo, el calor hace que amarilleen y se salinicen.

## Clima

Mapa de Köppen de climas de Birmania. En azul oscuro, clima monzónico; en azul claro, clima tropical de sabana; en verde claro, clima húmedo subtropical; en verde oscuro, subtropical oceánico de montaña, y en verde medio, templado oceánico.

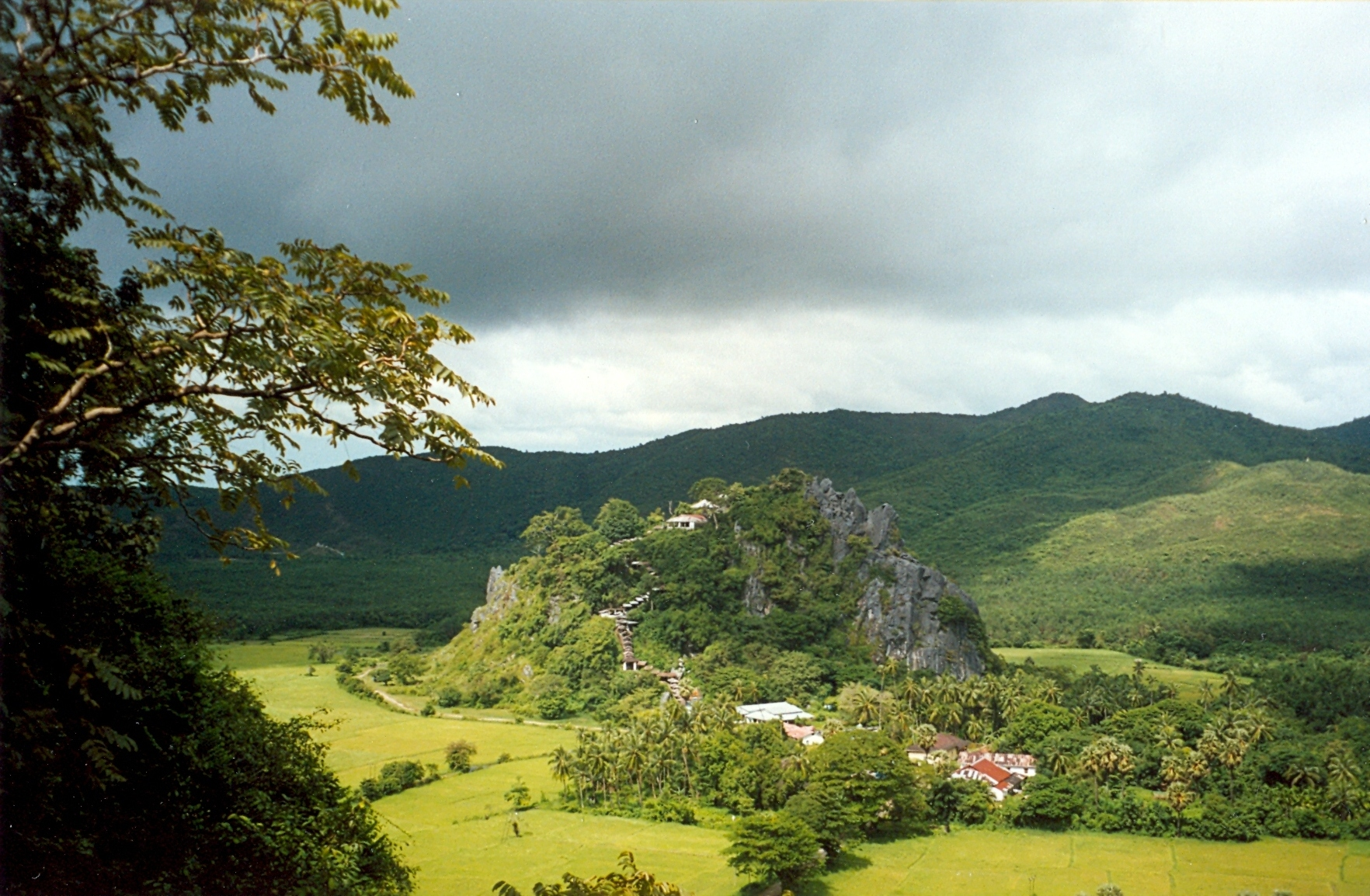
Paisaje del estado Mon al sur del país.

El clima es tropical, con lluvias monzónicas, entre mayo y octubre. Buena parte de la vegetación es selvática. La deforestación destruyó dos terceras partes de la selva tropical.
El monzón tropical se da en las tierras bajas por debajo de 2000 m; nublado, lluvioso, caliente, veranos húmedos (monzón del suroeste, de junio a septiembre); menos nublado, lluvia escasa, temperaturas suaves, menor humedad durante el invierno (monzón del noreste de diciembre a abril). El clima varía en las tierras altas dependiendo de la elevación; clima templado subtropical en alrededor de 2500 m, templado en 3000 m, fresco, alpino a 3500 m y por encima de la zona alpina, frío, tundra dura y el clima ártico. Las elevaciones más altas están sujetas a fuertes nevadas y el mal tiempo.
Se pueden distinguir las siguientes zonas climáticas:
- Las altas montañas del norte, con nieves perennes por encima de 4500 m, en cuyo piedemonte las lluvias son abundantes, con precipitaciones superiores a los 3000 mm, especialmente entre mayo y octubre.

- Las montañas Arakán, al oeste, y en las montañas Shan, al este, con un clima templado y lluvias a veces torrenciales durante el monzón al oeste, y más suaves al este, con unos 1500 mm de precipitación anual. En Taunggyi, en las montañas Shan, al este, a 1400 m de altitud, caen unos 1.760 mm anuales,[4] la mayor parte entre mayo y noviembre, con temperaturas que oscilan entre 7 y 22.oC en enero y 17 y 27.oC en mayo, el mes más cálido, antes de las lluvias. El calor sigue hasta octubre y cuando deja de llover por las noches baja de 10.oC.

- Un área central, incluida la capital, Naipyidó, de clima tropical, un poco más frío en el norte, con lluvias fuertes pero no excepcionales en época monzónica. En Myitkyina las temperaturas oscilan entre los 10 y 23.oC de enero, y los 22-24.oC de mínimas y 30-32.oC de máximas del verano, caluroso y húmedo, entre finales de abril y octubre, con 2000 mm muy concentrados entre junio y agosto.

- Un área interior, protegida del monzón, incluso árida, donde se halla Mandalay, muy cálida en el periodo previo a las lluvias. En Mandalay caen unos 840 mm anuales,  entre mayo y octubre, con temperaturas de 24-26.oC de mínimas y 37-38.oC en abril y mayo. En invierno bajan a 13-15.oC de mínimas y 28-29.oC de máximas. En esta zona, que cubre las ciudades de Mandalay, Mangyan, Magway y Bagan, el clima seco propicia el tipo de bosque seco característico del centro de Birmania donde crece la teca.

- La costa, con un clima fresco en invierno y cálido en verano, y con lluvias monzónicas muy abundantes. En Sittwe, capital de Arakán, en una isla cercana del estuario formado por la confluencia de los ríos Kaladan, Myu y Lemyo, que desembocan en el golfo de Bengala, las temperaturas oscilan entre los 15 y 28.oC de enro, y los 25-32.oC de mayo, pero las lluvias son de 4.550 mm anuales, con apenas precipitación entre diciembre y abril, y con más de 1000 mm mensuales entre junio y agosto, más de 500 mm en septiembre y cerca de 300 mm en mayo y noviembre. En julio y agosto llueve 25 días de 30. En Rangún, que también está en la costa, en la boca del río Irawadi, pero no tan expuesta a los vientos del sur, las lluvias son la mitad, con más de 500 mm mensuales en verano y 2.680 mm anuales.

## Principales ríos

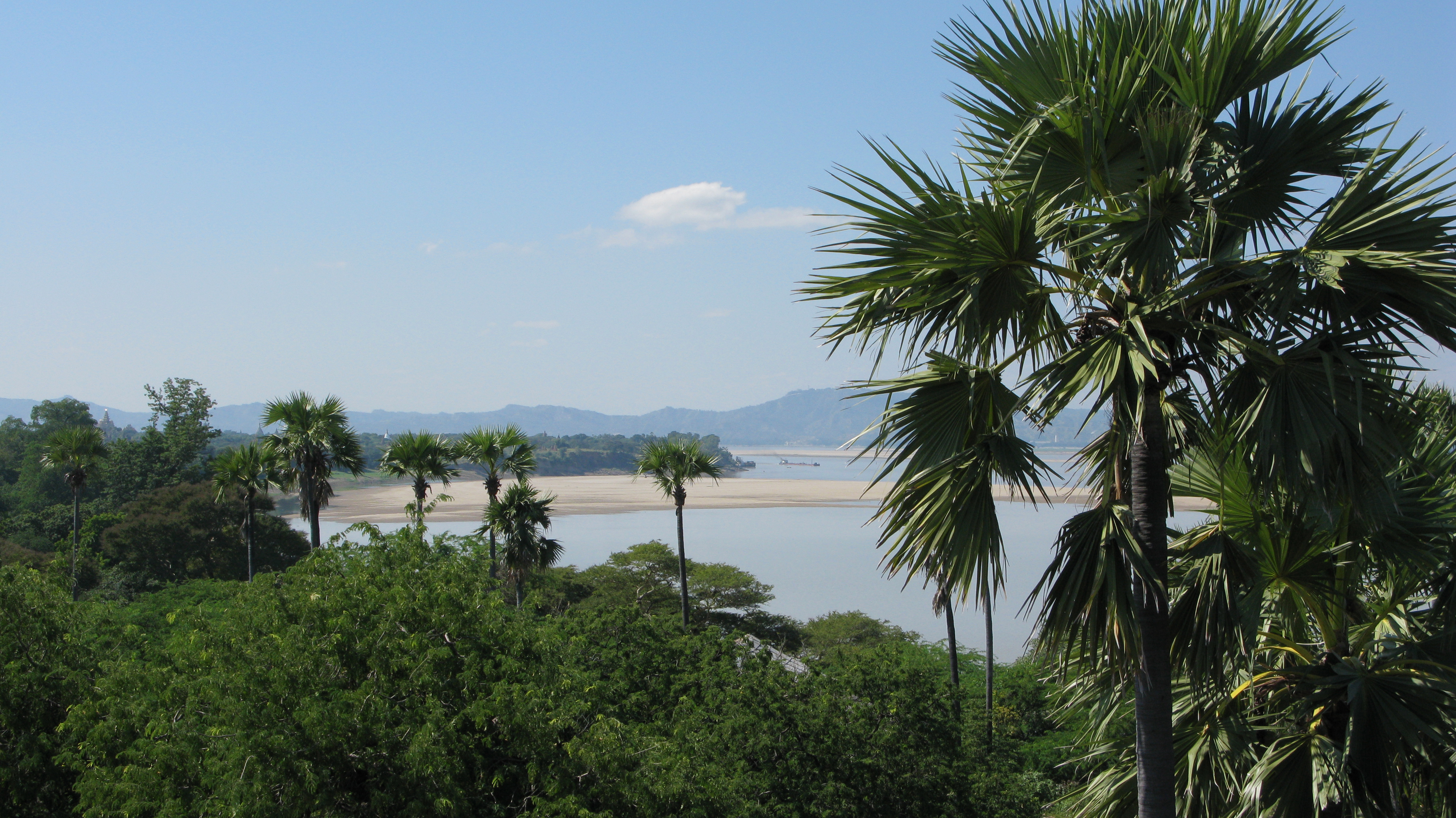
Río Irawadi

El Irawadi es la arteria vital de Birmania. Nace en las altas tierras del Estado kachin y recorre aproximadamente 2000 km antes de desembocar en el mar de Andamán dividiéndose en numerosos brazos. El río es navegable hasta Bhamaw en el sur del Estado de Kachin.
El Chindwin nace de varios arroyos en el norte de la (provincia) de Sagaing y desemboca en el Irawadi entre el Mandalay y Pagan. Los buques se remonta a Leik Maw. Además, sólo pueden seguir las pequeñas embarcaciones. Durante la estación seca (febrero a mayo), los grandes buques no pueden navegar hasta Kale Wa.
El Sittang nace de varios arroyos en las montañas de Pegu y las colinas del estado de Kayin y al sur del estado Shan y desemboca en el golfo de Martaban, en la parte norte del mar de Andaman. El río no es navegable para barcos de pasajeros debido a sus fuertes corrientes y a los rápidos. Algunas partes del río y de sus afluentes se utilizan para el transporte de troncos.
El Salween tiene su origen en China y atraviesa los Estados Shan, el estado Kayah, Kayin, Mon y desemboca en el Golfo de Martaban cerca de Mawlamyaing. Forma la frontera entre Tailandia y el estado de Kayin. Los grandes barcos de pasajeros puedan remontar hasta Shwe Gun en época de aguas altas (de junio a noviembre). La parte norte está formada por rápidos y fuertes corrientes en las montañas.
El Mekong forma la frontera entre Laos y el estado de Shan.

## Áreas protegidas de Birmania
La IUCN considera que en Myanmar (también Birmania) hay 59 áreas protegidas que cubren una extensión de 42,878 km², el 6,37% del territorio nacional, y 11.964 km² de áreas marinas, el 2,33% de los 514.147 km² que pertenecen al país. De estas, 6 son parques nacionales, 4 son ASEAN Heritage Parks (Parques patrimonio de la ASEAN, Association for Southeast Asian Nations), 2 son reservas naturales, 4 son áreas protegidas, 28 son santuarios de la naturaleza, 3 son santuarios de aves, 1 es un parque natural, 1 es un parque de montaña, 2 son santuarios de la naturaleza y parques patrimonio de la ASEAN y 1 es un parque de elefantes (elephant range). También hay 2 reservas de la biosfera de la Unesco y 5 sitios Ramsar.

### Parques nacionales de Birmania
- Parque nacional Alaungdaw Kathapa (ASEAN)
- Parque nacional de Hlawga
- Parque nacional de Khakaborazi (ASEAN)
- Parque nacional Lenya
- Parque nacional Lenya (Extensión)
- Parque nacional marino de la Isla Lanbi (ASEAN)
- Parque nacional de Loimwe
- Parque nacional de Nat Ma Taung (ASEAN)
- Parque nacional del Monte Popa
- Parque nacional de Tanintharyi

## Etnias de Birmania

Mapa etnolingüístico de Birmania

En Birmania hay 13 grupos étnicos reconocidos por el gobierno, agrupados en ocho grupos principales. La población bamar es más numerosa porque el gobierno agrupa en esa etnia a todos los grupos mixtos. Por orden: bamar, chin, kachin, kayin, karenni, mon, rakhine y shan. Los grupos mayores se agrupan en primer lugar por la región, más que por la lengua o la afiliación étnica, por ejemplo, el grupo étnico nacional shan incluye 33 etnias que hablan lenguas que corresponden al menos a cuatro familias lingüísticas diferentes. Existen muchos grupos étnicos no reconocidos, el mayor de los cuales es la población china de Birmania y los panthays, los musulmanes de origen chino que, juntos, forman el 3% de la población de Birmania, los indios birmanos, que forman el 2% de la población, los anglobirmanos y los gurkha birmanos. Los rohinyás formarían el 1,8% de la población antes de su expulsión.